# Higashi-ku (Fukuoka)
Higashi-ku (東区?) è uno dei sette quartieri amministrativi della città di Fukuoka, in Giappone.